# Жовківський іконостас
Жовківський іконостас — останній відомий твір майстра Івана Рудковича.

### Історія

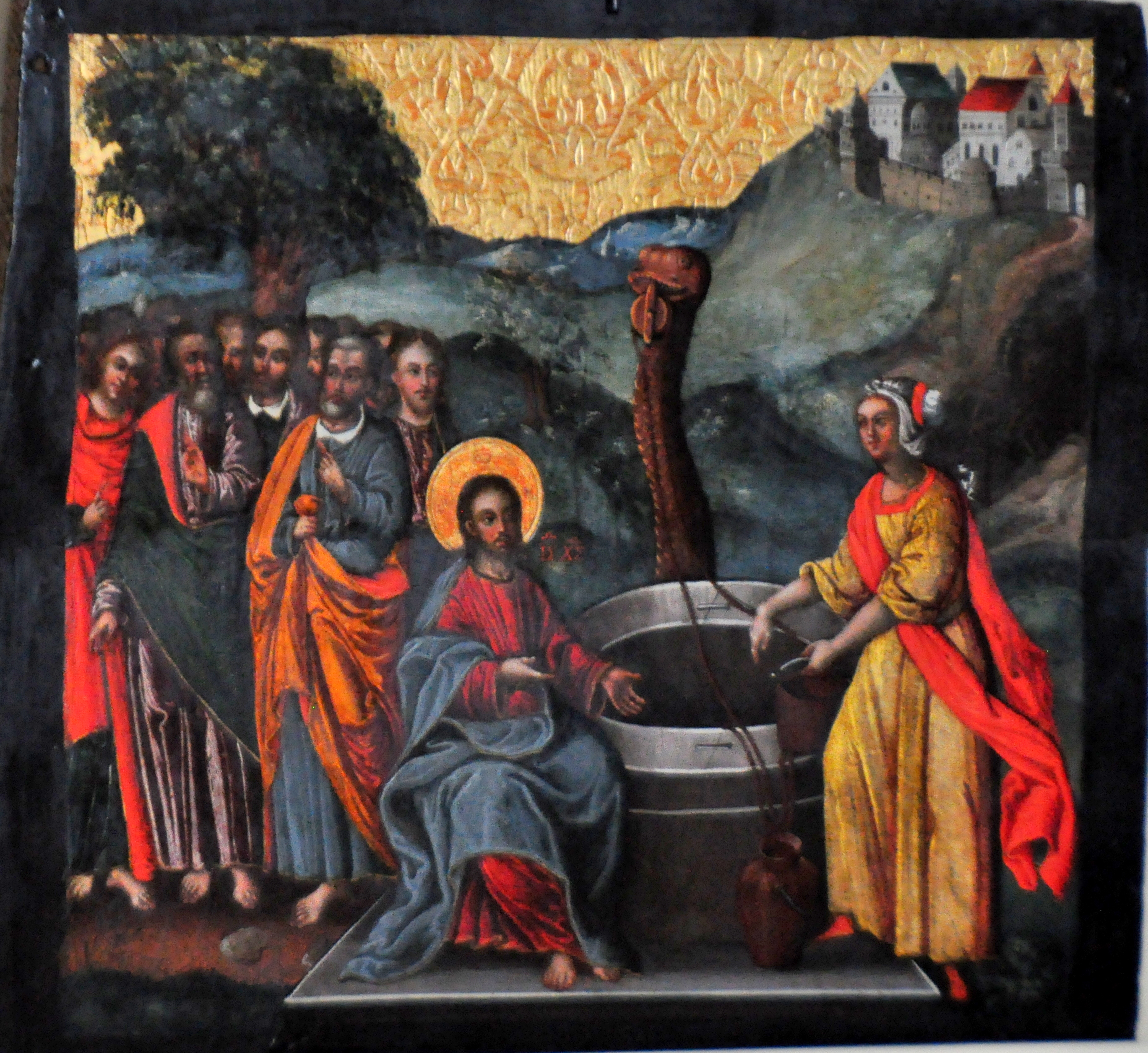

Ансамбль було створено для жовківської церкви Різдва Пресвятої Богородиці. Як свідчать вкладні написи на трьох іконах іконостасу (орнаментальна пределла до намісної ікони Богоявлення та сама ікона Богоявлення, ікона Тайної Вечері), іконостас був створений у 1697-1699 рр. Ці ж вкладні тексти засвідчують, що фундаторами виступили братчики жовківського цеху шевців. Однак видається, що пам’ятка такого рангу була виконана не лише за підтримки одного міського цеху. Як правило, подібні ініціативи вимагали великих матеріальних та інтелектуальних ресурсів. Тому вірогідним є, що до постання цього твору була долучена ціла руська громада міста, а можливо, і меценат — родина Собєських, які на той час володіли Жовквою.
Іконостас зберігався у Жовкві до початку ХІХ ст. Згодом його за нез’ясованих обставин передали до сусіднього села Нова Скварява. Ймовірно, пам’ятка могла бути передана із Жовкви перед 1833 роком, тобто до того, як в Жовкві виникла велика пожежа, що, зокрема, понищила міську церкву. За іншою версією, жовківський іконостас потрапив до Нової Скваряви після згаданої пожежі, що би пояснювало втрату частини ікон та декоративних різьб ансамблю. У Новій Скваряві він був зібраний зі значними порушеннями первісної конструкції. З часу перебування іконостасу у Новій Скваряві збереглись світлини та рисунки Ярослава Константиновича – відомого дослідника українських іконостасів, котрий першим звернув увагу на цю пам’ятку ще у 1920-х рр. Опираючись на ці відомості, можна стверджувати, що вже тоді в іконостасі були відсутні деякі фрагменти декоративного різьблення та частина ікон, а на їх місці перебували інші ікони різного часу виконання.
До Національного музею у Львові стараннями дирекції музею іконостас потрапив у 1937 р. Одразу після його надходження розпочались реставраційні роботи над пам’яткою. Над його реставрацією, згідно зі скупими документальними відомостями, у 1937-1940-х рр. працювали Л. Паращук, Я. Марксен та Г. Онишко. Щоправда, нефахова реставрація мала місце ще під час його перебування у Новій Скваряві, під час якої було завдано незворотніх пошкоджень творові, зокрема, помітні сліди втручань як у живописі, так і на різьбі іконостаса.
Окремі ікони та фрагменти декоративної різьби ансамблю були презентовані на музейній експозиції вже у 1942-43 рр. У 1955 році деякі ікони іконостаса були вперше опубліковані в каталозі-путівнику по експозиції музею (збудованій у 1953 р.). Серед перших дослідників жовківського іконостаса, який розглядався в контексті творчості Івана Рутковича, були Михайло Драган та Микола Батіг. Проте найповніше опрацювала спадщину Рутковича і, зокрема, жовківський іконостас Віра Свєнціцька. Наслідком її праці стала монографія «Іван Руткович і становлення реалізму в українському малярстві XVII ст.», видана у 1966 р. У цій праці вперше було запропоновану графічну реконструкцію жовківського іконостаса, автором якої був Петро Лінинський.

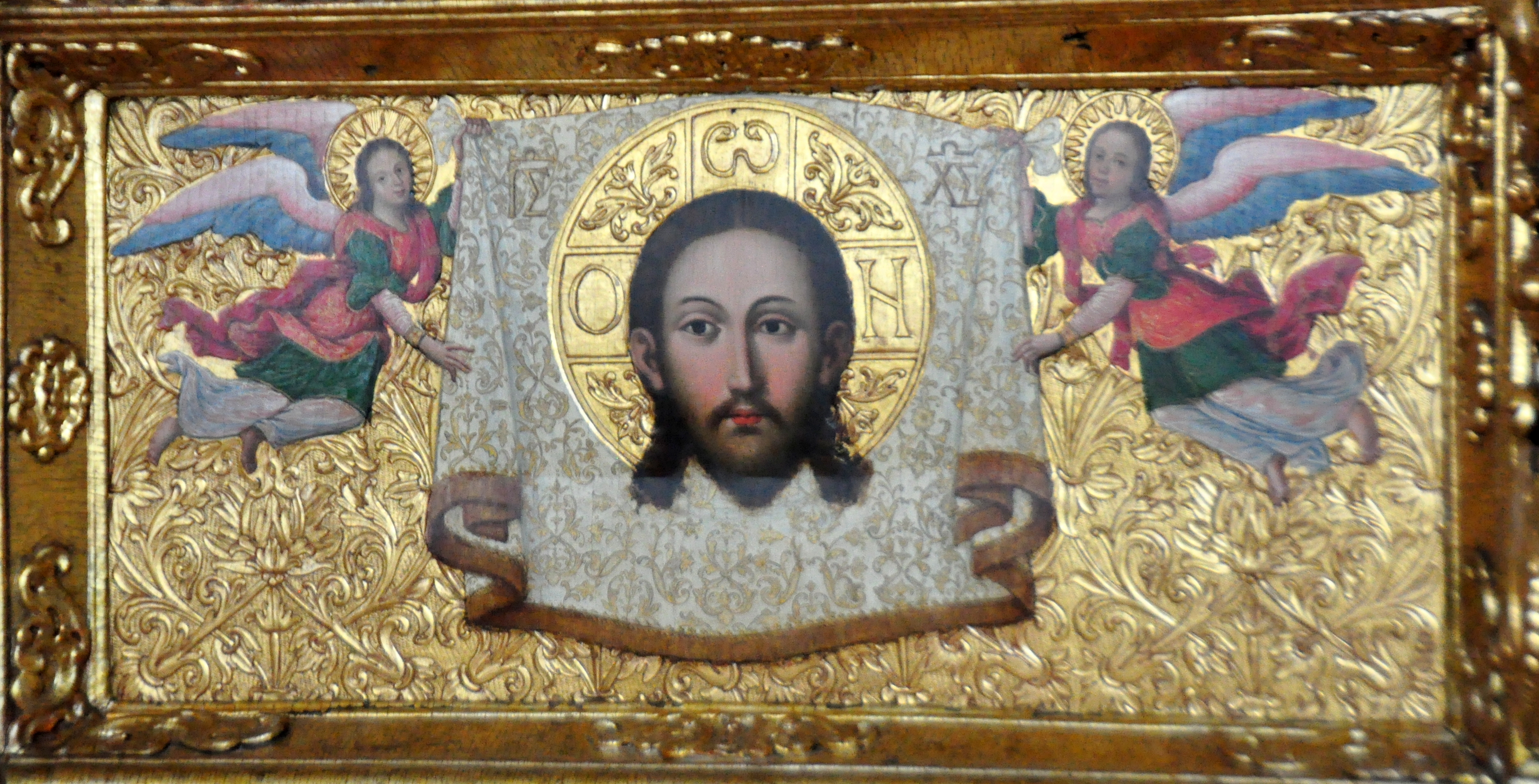

Іконостас, попри багатство кольору, різьби та позолоти, розбудованість сюжетів, об’єднаних у тематичні цикли, вражав ще й своїми розмірами — 10,85х11,87 м. Складався він із семи рядів: намісний ряд із дияконськими і Царськими вратами, додатковий ряд із композиціями євангельського змісту, ряд неділь П’ятидесятниці, празниковий ряд, ряд Моління, ряд пророків. Увінчувало іконостас «Розп’яття з пристоячими», що розташовувалось над картушем зі сценою зняття з хреста, а обабіч самого хреста із постаттю Розп’ятого по три із кожного боку вертикально розташовувались сцени Страстей Господніх.

### Реставрація
У 2008-2009 рр. під керівництвом реставратора вищої категорії, заслуженого працівника культури Володимира Мокрія у Науково-дослідному реставраційному відділі Національного музею у Львові імені А. Шептицького в рамках приготувань до виставки жовківського іконостаса була проведена складна комплексна реставрація усіх ікон іконостаса та деяких фрагментів декоративного різьблення. Складність реставрації у першу чергу полягала у тому, що втручання в живопис неодноразово мало місце ще у ХІХ ст. На іконах та на різьбах іконостаса помітні численні механічні пошкодження. А на окремих пам’ятках — варства живопису, і що найприкріше — здебільшого на ликах, була знята навіть до авторського рисунку.

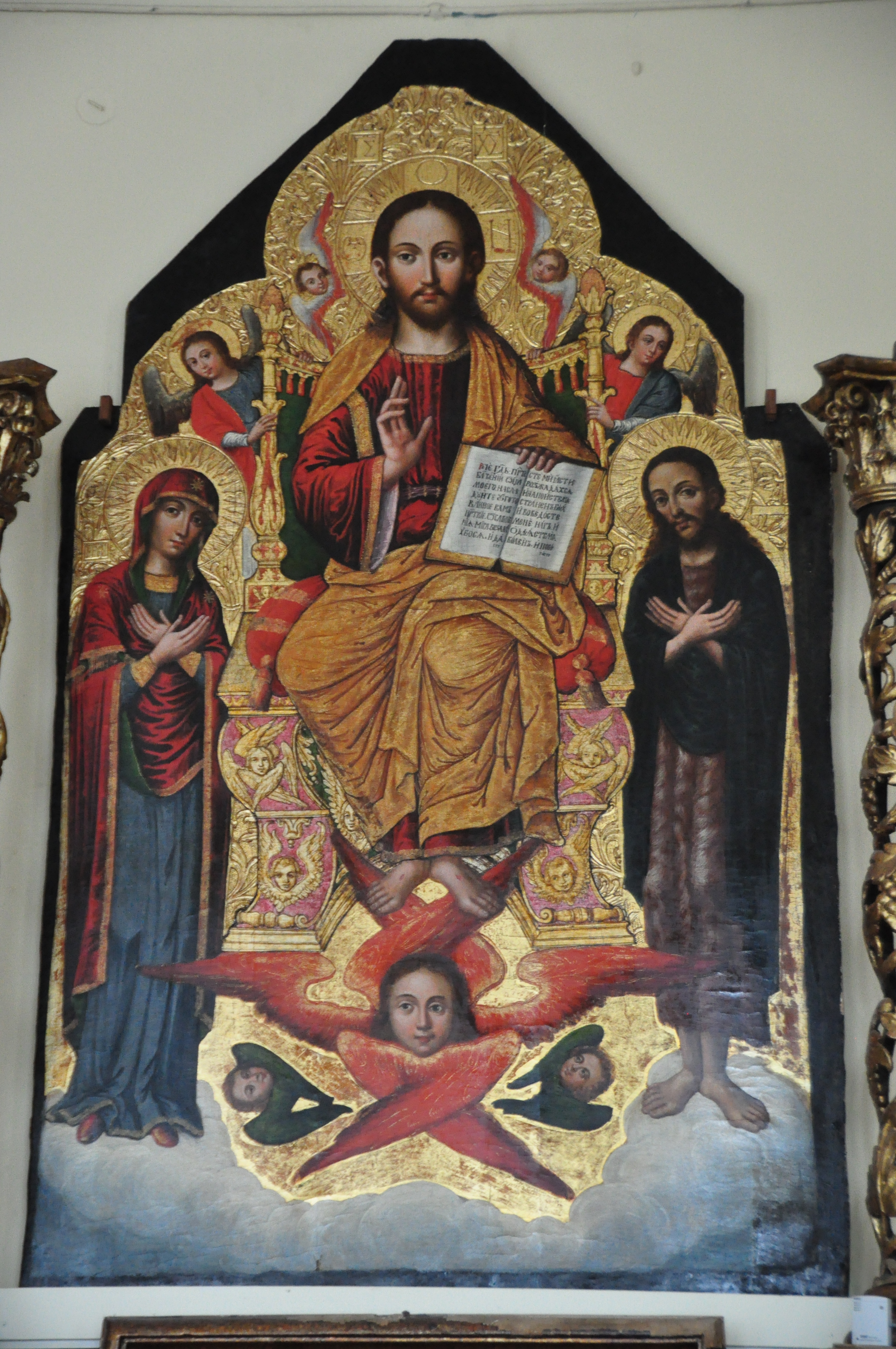

Та попри складнощі проведена реставрація іконостаса представляє глядачеві багатство кольорової гамми творів, що відкрите з-під кіптяви, численних нашарувань пізнішого часу, лаків та оліфи. У жовківському ансамблі Іван Руткович в усій повноті постає одночасно як майстер пейзажу та колорист, що особливо проявляється у малих композиціях додаткового ряду, ряду неділь П’ятидесятниці та на празничках. Для огляду відкрились характерні для жовківського майстра найсміливіші поєднання кольорів, що він використовував, зокрема, на шатах – блакитного із помаранчевим та рожевим, синього із багряним, червоного із фіолетовим. А окремі ікони з апостольського та пророчого рядів відкривають Рутковича як відмінного портретиста. Особливо яскраві типажі пророків Єремії, Аарона, євангелистів Івана і Матея та Івана Предтечі з ікони Моління.
На експозиції, окрім пам’яток, що походять із іконостаса, представлена реконструкція жовківського ансамблю, наближена до половини від його оригінального розміру. Вона виконана О. Бриндіковим за рисунком П. Лінинського. Ця візуальна реконструкція дає можливість вперше за майже 200 років побачити пам’ятку в цілості, у такому вигляді, який вона мала, коли перебувала у жовківській церкві Різдва Христового.
Сьогодні, особливо після проведеної реставрації, іконостас церкви Різдва Христового з Жовкви постає центральною пам’яткою не лише у творчості Івана Рутковича, але й в усій спадщині жовківського малярського осередку і разом із іншими нечисленними знаковими пам’ятками своєї епохи залишається чудовим прикладом розквіту українського мистецтва у XVII – на початку XVIII ст.

## Інтернет-ресурси
- «ЖОВКІВСЬКИЙ ІКОНОСТАС» Івана Рудковича  [Архівовано 13 жовтня 2019 у Wayback Machine.]
- Іван Руткович. Жовківський іконостас 1697-1699 рр. [Архівовано 13 жовтня 2019 у Wayback Machine.]